# Lockheed L-12 Electra Junior
Il Lockheed L-12 Electra Junior era un bimotore di linea ad ala bassa per trasporto passeggeri prodotto dall'azienda statunitense Lockheed nella seconda metà degli anni trenta.
Con una capacità di 6 passeggeri, era stato ideato per essere utilizzato dalle piccole compagnie aeree o da utenti privati.

## Storia del progetto
Il progetto prese forma come versione ridotta del Lockheed L-10 Electra, e il prototipo volò per la prima volta il 27 giugno 1936, pilotato da Marshall Headle. L'L-12 utilizzava gli stessi motori dell'L-10 ma era più leggero e più veloce.
La British Airways ordinò due Electra Junior nel 1939, in apparenza per l'utilizzo civile. In realtà, furono modificati e usati come foto-ricognitori da Sidney Cotton, per controllare l'attività dell'Asse nelle prime fasi della seconda guerra mondiale.
Un Electra Junior modificato fu usato dalla National Advisory Committee for Aeronautics (NACA) come velivolo da sperimentazioni, in particolare per testare nuove tecnologie di de-icing delle ali.
In tutto vennero costruiti 130 Electra Junior; ai tempi dell'attacco di Pearl Harbor, questo modello aveva superato il concorrente Beechcraft 18 con un numero doppio di vendite, e la Lockheed aveva più di 20 ordini inevasi. Per concentrarsi sullo sviluppo di nuovi velivoli militari, la Lockheed girò i suoi ordini alla Beechcraft, che in seguito ottenne un enorme successo con il modello 18, costruendone più di 9 000.

## Versioni
12-A
versione con carrello triciclo fisso.
12-B
versione motorizzata Wright R-975 da 440 hp (328 kW).
212
versione militare, da addestramento ed attacco leggero.

## Utilizzatori

### Civili
Regno Unito
- British Airways

utilizzati come aerei da spionaggio.
 Stati Uniti
- Continental Airlines

operò con l'Electra Junior come velivolo principale nei tardi anni trenta.
- National Advisory Committee for Aeronautics (NACA)
- Santa Maria Airlines

### Militari
Canada
- Royal Canadian Air Force

 Indonesia
- Tentara Nasional Indonesia Angkatan Udara

 Indie Orientali Olandesi
- Luchtvaartafdeeling

 Sudafrica
- Suid-Afrikaanse Lugmag

 Regno Unito
- Royal Air Force

 Stati Uniti
- United States Army Air Corps
- United States Army Air Forces
- United States Marine Corps
- United States Navy

## Esemplari attualmente esistenti
- Un C-40A/L-12 è attualmente esposto presso il Yanks Air Museum di Chino, California.